# Michael Kelly (duchowny)
Michael Kelly (ur. 13 lutego 1850 w Waterford, zm. 8 marca 1940 w Sydney) – irlandzki duchowny rzymskokatolicki, w latach 1911-1940 arcybiskup metropolita Sydney.

## Życiorys
Święcenia kapłańskie przyjął 1 listopada 1872 w diecezji Ferns, udzielił ich mu jej ordynariusz Thomas Furlong. 20 lipca 1901 papież Leon XIII mianował go arcybiskupem koadiutorem archidiecezji Sydney w Australii, ze stolicą tytularną Achrida. Sakry udzielił mu 15 sierpnia 1901 kardynał Francesco Satolli, prefekt watykańskiej Kongregacji ds. Studiów. Przez kolejne dziesięć lat posługiwał jako koadiutor u boku kardynała Patricka Francisa Morana. Po jego śmierci, 17 sierpnia 1911 objął urząd arcybiskupa metropolity Sydney. Sprawował go aż do marca 1940 roku, kiedy to zmarł w wieku 90 lat.